# 1958 في المملكة المتحدة
فيما يلي قوائم الأحداث التي وقعت خلال عام 1958 في المملكة المتحدة.

## أحداث
- 18 يوليو – دورة ألعاب الكومنولث والإمبراطورية البريطانية 1958

## رياضة
- 1 يناير – بطولة ويمبلدون 1958

## ظهور
- 1 يناير – بي جيز

## أفلام
من الأفلام التي صدرت هذه السنة في المملكة المتحدة:
- 1 يناير – بحر الرمل من إخراج قاي غرين (مخرج أفلام).
- 17 أكتوبر – حول العالم في 80 يوما من إخراج مايكل أندرسون (مخرج أفلام)، جون فارو.

## كتب
من الكتب التي صدرت هذه السنة في المملكة المتحدة:
- 3 نوفمبر – محنة البريء من تأليف أجاثا كريستي.

## مواليد

### يناير
- 1 يناير – ديفيد جويت عالم فلك بريطاني.
- 3 يناير – نايجل سميث لاعب كرة قدم من المملكة المتحدة.
- 4 يناير – غاري جونز
- 5 يناير – مارك ريدر
- 12 يناير – كريستين أمان بور
- 16 يناير – توني بوليس
- 20 يناير – ديفيد فينلي مصارع محترف من المملكة المتحدة.

### فبراير
- 7 فبراير – تيري مارش ملاكم من المملكة المتحدة.
- 22 فبراير – جيليان باربر ممثلة كندية.
- 26 فبراير – كيث بوين لاعب كرة قدم ويلزي.

### مارس
- 3 مارس – ميراندا ريتشاردسون
- 20 مارس – فيل أندرسون درّاج طريق أسترالي.
- 21 مارس – غاري أولدمان
- 27 مارس – يان ويلسون

### أبريل
- 23 أبريل – إيفون ردلي صحفية من المملكة المتحدة.

### مايو
- 1 مايو – كولن ووكر
- 2 مايو – ديفيد أوليري لاعب ومدرب كرة قدم أيرلندي.
- 17 مايو – بول وايتهاوس
- 19 مايو – توني دويل
- 26 مايو – هوارد غودال

### يونيو
- 4 يونيو – ستيوارت هيل كاتب بريطاني.
- 6 يونيو – بول بوريل كاتب من المملكة المتحدة.
- 29 يونيو – مارك رادكليف دي جي من المملكة المتحدة.

### يوليو
- 6 يوليو – جينيفر سوندرز مغنية وممثلة أمريكية.
- 8 يوليو – أيمن أصفري رائد أعمال سوري.
- 12 يوليو – دونكان كول لاعب كرة قدم نيوزلندي.
- 12 يوليو – ستيف وليامز لاعب كرة قدم من المملكة المتحدة.
- 12 يوليو – مايكل روبنسون لاعب كرة قدم أيرلندي.
- 24 يوليو – جيم لايتون لاعب كرة قدم إنجليزي.
- 29 يوليو – ألفين مارتن لاعب كرة قدم إنجليزي.
- 30 يوليو – ديلي تومبسون منافِس ألعاب قوى من المملكة المتحدة.
- 30 يوليو – كيت بوش

### أغسطس
- 7 أغسطس – بروس ديكنسون
- 9 أغسطس – غاري بايلي لاعب كرة قدم إنجليزي.

### سبتمبر
- 13 سبتمبر – روبرت ميلر درّاجة طريق من المملكة المتحدة.
- 16 سبتمبر – نيفيل ساوثهول لاعب كرة قدم.
- 18 سبتمبر – جون ألدريج لاعب كرة قدم أيرلندي.
- 26 سبتمبر – كيني سانسوم لاعب كرة قدم إنجليزي.

### أكتوبر
- 1 أكتوبر – نايجل هارت لاعب كرة قدم من المملكة المتحدة.
- 7 أكتوبر – ستيف غاردنر لاعب كرة قدم بريطاني.
- 17 أكتوبر – كريغ ميراي دبلوماسي بريطاني.
- 27 أكتوبر – غوردون كونس لاعب كرة قدم إنجليزي.

### نوفمبر
- 30 نوفمبر – غاري لويس ممثل بريطاني.

### ديسمبر
- 4 ديسمبر – دينيسي وايت لاعب كرة قدم إنجليزي.
- 6 ديسمبر – نيك بارك
- 11 ديسمبر – كريس هويتون

## وفيات

### يناير
- 1 يناير – اليزابيث اليكساندر (مواليد 1908)
- 1 يناير – ويليام ريتشارد ويليامسون (مواليد 1872)
- 28 يناير – جون ميتشل نوتال (مواليد 1890) فيزيائي بريطاني.

### فبراير
- 6 فبراير – تومي تايلور (مواليد 1932) لاعب كرة قدم إنجليزي.
- 6 فبراير – روجير بيرن (مواليد 1929) لاعب كرة قدم إنجليزي.
- 6 فبراير – فرانك سويفت (مواليد 1913) لاعب كرة قدم إنجليزي.
- 6 فبراير – والتر كريكمان (مواليد 1900)
- 11 فبراير – إيرنست جونز (مواليد 1879)
- 12 فبراير – دوكلاس هارتري (مواليد 1897)
- 21 فبراير – دانكن إدواردز (مواليد 1936) لاعب كرة قدم إنجليزي.

### أبريل
- 14 أبريل – كاثرين غودسون (مواليد 1872) موسيقية بريطانية.
- 16 أبريل – روزاليند فرانكلين (مواليد 1920)
- 19 أبريل – بيلي ميريديث (مواليد 1874) لاعب كرة قدم إنجليزي.

### مايو
- 19 مايو – رونالد كولمان (مواليد 1891)

### يونيو
- 9 يونيو – روبرت دونات (مواليد 1905) ممثل بريطاني.

### أغسطس
- 3 أغسطس – بيتر كولينز (مواليد 1931)
- 26 أغسطس – ريف فون ويليامز (مواليد 1872)

### سبتمبر
- 3 سبتمبر – توم ميلر (مواليد 1890) لاعب كرة قدم من المملكة المتحدة.
- 3 سبتمبر – نورمان كيمب سميث (مواليد 1872) فيلسوف بريطاني.
- 21 سبتمبر – بيتر وايتهيد (مواليد 1914) سائق فورمولا 1 من المملكة المتحدة.

### أكتوبر
- 3 أكتوبر – جورج بيل (مواليد 1883)
- 22 أكتوبر – آرثر لوي (مواليد 1886) لاعب كرة مضرب من المملكة المتحدة.
- 24 أكتوبر – جورج إدوارد مور (مواليد 1873) فيلسوف بريطاني.
- 25 أكتوبر – ستيوارت لويس إيفانز (مواليد 1930)

### نوفمبر
- 4 نوفمبر – جيلبرت ووكر (مواليد 1868)
- 24 نوفمبر – روبرت سيسيل (مواليد 1864)